# Дубягин, Юрий Петрович
Ю́рий Петро́вич Дубя́гин (3 марта 1943, Досанг, Сталинградская область — 23 июля 2025, Москва) — советский и российский сыщик и криминалист, доктор юридических наук, доктор философии, профессор, полковник милиции в отставке.

## Биография
Родился в 1943 году на полустанке Досанг Красноярского района Астраханской области в семье служащих. Окончив Астраханскую школу, поступил в пединститут и со второго курса ушёл добровольцем в армию. По окончании службы сдал экзамены сразу в два вуза: в физкультурный — будучи кандидатом в мастера спорта по бегу и, одновременно, по боксу, и в Московский государственный университет — на юридический факультет; предпочтение отдал праву. На последних курсах ему предложили поступать в аспирантуру. Уже будучи студентом Юрий Дубягин вёл практические занятия по криминалистике у своих товарищей.
После окончания МГУ был приглашён на работу во ВНИИ МВД СССР, где применял полученные знания для улучшения одной из систем технического обеспечения розыска.
В 1992 году создал Российскую Ассоциацию содействия розыску детей «РОДЕРО».
Занимался преподавательской деятельностью в Московском колледже милиции № 1 ГУВД г. Москвы по предмету «криминалистика». Автор научных работ по расследованию преступлений. В 2002 году защитил докторскую диссертацию «Криминалистическое отождествление человека в обычных условиях». Заведовал кафедрой криминалистики Московского государственного открытого университета имени В. С. Черномырдина.
Обладатель золотой полицейской звезды штата Вайоминг и шерифской звезды штата Флорида.
Участвовал в поимке маньяка-людоеда Николая Джумагалиева.
Был прообразом полковника милиции в отставке Дубова из телесериала «Гончие».